# Ostrolot ciemny
Ostrolot ciemny (Artamus cyanopterus) – gatunek ptaka z rodziny ostrolotów (Artamidae) żyjący w lasach tropikalnych i subtropikalnych regionach wschodniej i południowej Australii.
Liczba osobników światowej populacji ostrolota ciemnego nie jest znana, ale BirdLife International w 2004 nadał mu status IUCN „najmniejszej troski” (Least Concern). Ptak jest dość pospolity w swoim naturalnym siedlisku

## Cechy morfologiczne
Ostrolot ciemny to średniej wielkości ptak, podobny do wróbla z ciemnobrązowym, lub szarym upierzeniem. Posiada czarną plamę przed oczami i szare (czasem czarne) skrzydła z białymi pręgami. Ostrolot ciemny ma czarny, biało nakrapiany ogon. Dziób jest niebieskoszary, z czarnym końcem.

## Środowisko i tryb życia
Ostroloty ciemne żyją zwykle w lasach eukaliptusowych. Występują na terenach od Atherton Tableland w Queenslandzie, na południe do Tasmanii i na zachód do Półwyspu Eyrego w Australii Południowej. Podczas sezonu lęgowego gnieżdżą się w stadach po 10–30 osobników, by lepiej chronić swe młode przed drapieżnikami. Jako ptaki społeczne ostroloty ciemne wypracowały system okrzyków służących do komunikacji np. ostrzegających przed niebezpieczeństwem.

## Dieta
Dieta ostrolotów ciemnych jest zróżnicowana. Żywią się różnymi rodzajami liści i trawiastym materiałem, które znajdują na ziemi, drzewach i krzewach. Zjadają także termity, motyle i inne owady, a także piją nektar z kwiatów.

## Rozmnażanie

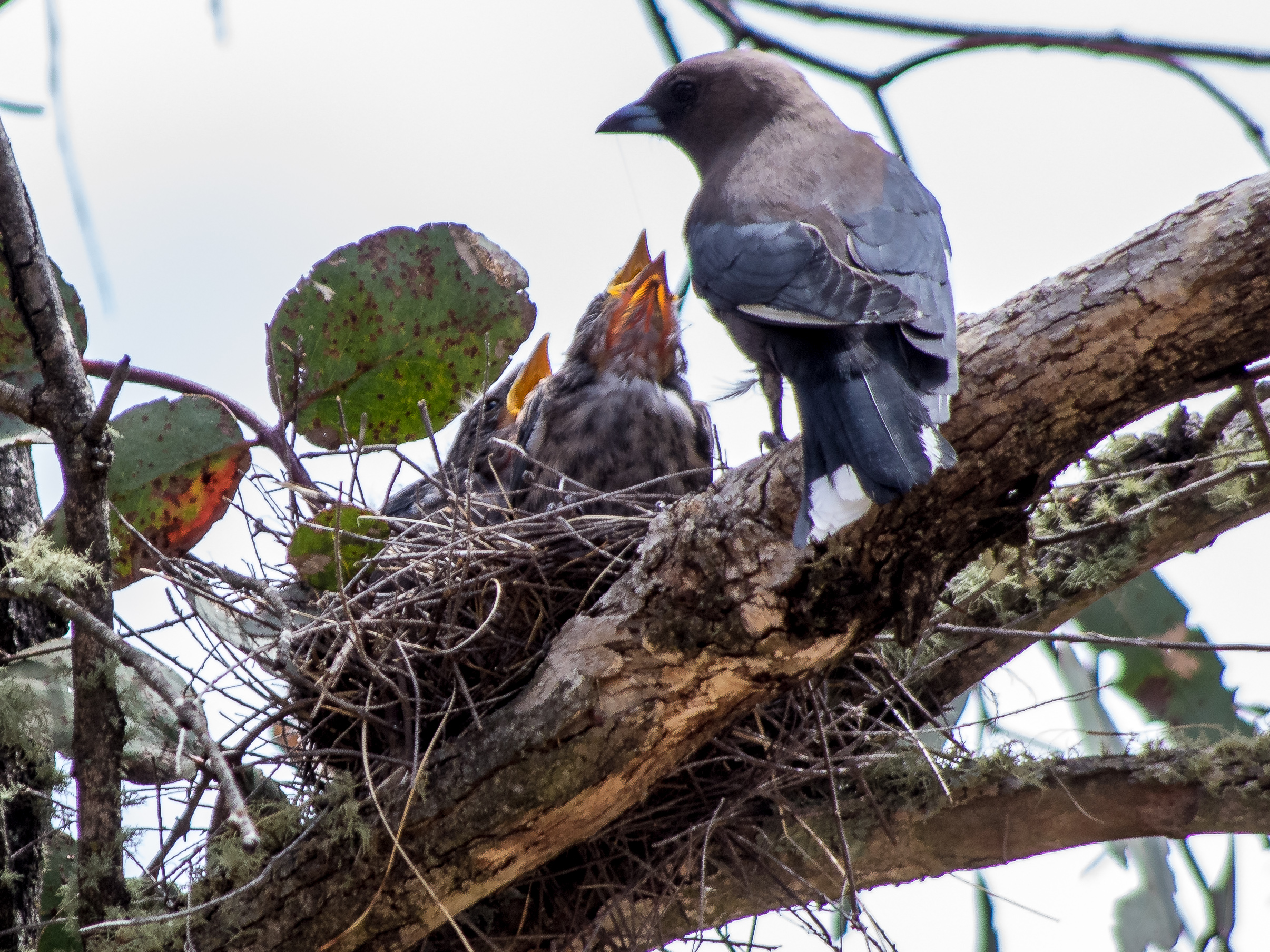
Dorosły osobnik z pisklętami

Gniazdo ostrolota ciemnego składa się z gałązek, korzeni i listowia, połączonych razem w kulistą formę powiązaną trawą. Gniazdo znajduje się w bezpiecznym miejscu, pod korą lub na wysokiej gałęzi drzewa, czasami w wydrążeniu w pniu drzewa. Budowane jest przez kilka ptaków w czasie od sierpnia do stycznia. Następnie główna para pilnuje gniazda, podczas gdy inne osobniki pomagają opiekować się młodymi. Samica składa 3–4 białe jajka. Młode wykluwają się po 16 dniach, a po kolejnych 20 wylatują z gniazda.

## Status
Ostrolot ciemny występuje na dość dużym obszarze, szacowanym na 745 tysięcy km{\displaystyle ^{2}}. Liczba osobników gatunku nie została jeszcze obliczona, jednak najprawdopodobniej jest powszechnie spotykanym ptakiem. Z tego powodu został zakwalifikowany przez IUCN do kategorii „najmniejszej troski”. Klasyfikacja ta może się jednak zmienić pod wpływem dalszych badań.